# Телеки, Пал (футболист)
Пал Теле́ки (венг. Teleki Pál; рум. Pal Teleki; 5 марта 1906 — 14 октября 1985) — румынский и венгерский футболист, играл на позиции нападающего. Участник чемпионата мира 1934 года. Автор первого гола в истории сборной Венгрии на чемпионатах мира.

## Биография

### Клубная карьера
В течение двух сезонов Телеки играл в Румынии за АМЕФ. В 1926 году перешёл в «Кинезул», в составе которого выиграл чемпионский титул.
В 1927 году Телеки получил предложение венгерского клуба «Бочкаи» и бежал в Венгрию. За «Бочкаи» он играл в течение 10 сезонов и в 1930 году выиграл Кубок Венгрии. Завершил карьеру игрока в 1939 году.

### Карьера в сборной
Дебютировал за сборную Румынии 10 мая 1927 года в товарищеском матче со сборной Югославии — Румыния проиграла со счётом 0:3. Это была его единственная игра за сборную Румынии.
Дебютировал за сборную Венгрии 29 января 1933 года в товарищеском матче со сборной Португалии — Венгрия проиграла 0:1. Телеки входил в состав сборной Венгрии на чемпионате мира 1934 года, где сыграл в матче со сборной Египта — Венгрия одержала победу со счётом 4:2. Телеки в том матче открыл счёт и стал автором первого гола в истории сборной Венгрии на чемпионатах мира. Всего за сборную Венгрии сыграл 8 матчей и забил 2 гола.

### Тренерская карьера
С 1957 по 1958 год работал главным тренером «Диошдьёр».

### Смерть
Скончался 14 октября 1985 года в Дебрецене в возрасте 79 лет.

## Достижения
«Кинезул»
- Чемпион Румынии (1) : 1926/27

 «Бочкаи»
- Обладатель Кубка Венгрии (1) : 1929/30